# Ceratocampinae
Die Cercophaninae sind eine Unterfamilie der Pfauenspinner (Saturniidae). Die Gruppe umfasst etwa 170 Arten in 27 Gattungen.

## Merkmale
Die Unterfamilie umfasst sowohl Falter, die zu den kleinsten, als auch solche, die zu den größten Pfauenspinnern zählen. Die Flügel sind in ihrer Färbung trockenem Laub nachempfunden, wobei jedoch manche tagaktiven Arten der Gattung Anisota Hautflügler nachahmen. Die männlichen Falter der Cercophaninae haben mit Ausnahme derer der Gattung Bathyphlebia nur bis zum letzten Drittel doppelt gefiederte Fühler, das letzte Drittel ist fadenförmig. Diese Gattung wird jedoch von manchen Autoren in die Unterfamilie Arsenurinae gestellt. Der Körper der Falter ist im Verhältnis zu den Flügeln groß und langgestreckt. Die Falter haben Ähnlichkeit mit Schwärmern, oder Glucken.
Die Eier sind im Verhältnis zu denen der übrigen Pfauenspinner ziemlich groß. Sie sind durchsichtig, sodass man den sich darin entwickelnden Embryo erkennen kann. Die Fortsätze der Raupen (Scoli) sind im ersten Stadium deutlich ausgeprägt und gegabelt. Der Körper von ausgewachsenen Raupen ist behaart und trägt am Rücken des Thorax Scoli, die zu hornartigen Fortsätzen verändert sind. Die Puppen sind bedornt und haben einen deutlich ausgebildeten Kremaster. Die Verpuppung findet in einer Kammer im Erdboden statt.

## Vorkommen und Lebensweise
Die Cercophaninae sind in den beiden Amerikas beheimatet, wobei von den 170 Arten 23 in 6 Gattungen in Nordamerika verbreitet sind. Dort fliegen die meisten Arten im Südwesten, in und um die Bergregionen im Südosten Arizonas. Sie fliegen hier während der Sommer-Monsunregen.

## Systematik
The Global Lepidoptera Names Index des Natural History Museum listet folgende Gattungen der Unterfamilie:
- Adeloneivaia Travassos, 1940
- Adelowalkeria Travassos, 1941
- Almeidella Oiticica, 1946
- Anisota Hübner, 1820
- Ceratesa Michener, 1949
- Ceropoda Michener, 1949
- Cicia Oiticica, 1964
- Citheronia Hübner, 1819
- Citheronula Michener, 1949
- Dacunju Travassos & Noronha, 1965
- Dryocampa Harris, 1833
- Eacles Hübner, 1819
- Giacomellia Bouvier, 1930
- Megaceresa Michener, 1949
- Neorcarnegia Draudt, 1930
- Procitheronia Michener, 1949
- Psigida Oiticica, 1959
- Psilopygida Michener, 1949
- Psilopygoides Michener, 1949
- Ptiloscola Michener, 1949
- Rachesa Michener, 1949
- Schausiella Bouvier, 1930
- Scolesa Michener, 1949
- Sphingicampa Walsh, 1864
- Syssphinx Hübner, 1819

## Belege